# Chemoreceptor
Chemoreceptory – receptory rozróżniające substancje chemiczne, pełniące u wielu organizmów podstawowe funkcje zmysłowe. Są one dość pierwotne filogenetycznie i występują praktycznie u wszystkich grup zwierząt – od pierwotniaków do ssaków (w tym człowieka). Uczestniczą one we wszystkich procesach życiowych, m.in.: odnajdywanie pokarmu, unikanie drapieżników, dobór partnera seksualnego, komunikacja chemiczna.
Do podstawowych chemoreceptorów zalicza się receptory wykrywające smak i zapach. Z chemorecepcją związane są również receptory wykrywające tlen, dwutlenek węgla i poziom pH płynów ustrojowych.
- białka: białka receptorowe smaku i węchu
- komórki: neurony smakowe, neurony węchowe
- narządy: kubki smakowe, śluzówka węchowa

U nicieni są nimi amfidie.